# Pennsylvania Paper and Supply Company
Pennsylvania Paper and Supply Company é uma empresa de produtos para escritório e limpeza, fundada em 1922 na cidade de Scranton, Pensilvânia. Notavelmente, serviu de inspiração para a fictícia Dunder Mifflin da série de televisão estadunidense The Office. Devido sua torre ser exibida na abertura do programa é amplamente considerada uma das imagens de edifícios mais conhecidas da história da televisão.

## História
Jacob Fink fundou a empresa em 1922 para fornecer sacolas de papel para pequenos supermercados. O negócio posteriormente se diversificou e adicionou novos produtos durante a Grande Depressão e a Segunda Guerra Mundial.
A propriedade da empresa foi dividida em 150 ações, das quais 44 eram de propriedade de Jacob Fink, 51 de seu irmão Samuel e 55 da irmã Pearl. Ela foi listada como secretária e todos os três constituíram o conselho de diretores. Em março de 1930, Jacob ficou gravemente ferido em um acidente de elevador na fábrica enquanto verificava o estoque. Ele entrou com pedido de indenização trabalhista como funcionário da empresa. A seguradora Hudson Casualty contestou a reclamação argumentando que Fink, como executivo da empresa, não era um funcionário elegível. Uma decisão judicial em 1932 decidiu a favor da seguradora e ele teve o pagamento negado.
Jerome, filho de Jacob, assumiu o negócio após retornar do Exército em 1946. Fink estudou na Universidade de Scranton, se casou com Barbara em 1958 e o casal teve três filhos: Douglas, Lisa e Stacey. Ele morreu em 2011, aos 84 anos. Durante os anos em que liderou a empresa, supervisionou uma fusão, uma aquisição e uma mudança para a localização atual, na 215 Vine Street. O espaço maior permitiu a diversificação para armazenagem e depósito.
Douglas, filho de Jerome, foi nomeado presidente e CEO em 1993. No início da década de 1990, dois concorrentes de longa data foram adquiridos, quase dobrando o volume de vendas da empresa. Embora a empresa venda materiais de escritório (como papel, papel higiênico e toalhas de papel) a maioria de seus produtos hoje são de limpeza. Em 2017, empregava 50 pessoas diretamente com 230 funcionários em negócios afiliados.
Em janeiro de 2021, a empresa comprou a American Janitor and Paper Supply Company, localizada na Sanderson Avenue, em Scranton. Eles comemoraram 100 anos de atividade em maio de 2022 com uma cerimônia de inauguração em frente à sede em Scranton.

## Na cultura popular
Em 2004, o CEO Douglas Fink foi contatado pela Reveille Productions que estava conduzindo uma pesquisa sobre empresas de papel para criar uma versão estadunidense do programa britânico The Office. Os produtores visitaram a Pennsylvania Paper and Supply Company e entrevistaram membros da empresa como parte de sua pesquisa.
As filmagens da abertura foram feitas em 2004 pelo ator John Krasinski enquanto estudava seu papel como Jim Halpert. Scranton foi escolhida como cenário da série em parte por causa de sua distância crível da sede na cidade de Nova Iorque. A imagem da torre é considerada pelo videoblocks.com como uma das filmagens mais reconhecidas da história da televisão. O edifício está anualmente entre os 10 melhores lugares para se visitar pelos fãs de The Office.